# 哈桑·哈尔穆尔扎耶夫
哈桑·马古梅托维奇·哈尔穆尔扎耶夫（俄语：Хасан Магометович Халмурзаев，1993年10月9日—）生于印古什共和国納茲蘭，是一名俄罗斯男子柔道运动员。哈尔穆尔扎耶夫家中有六个孩子，其中他和双胞胎兄弟侯赛因是家中年纪最小的，侯赛因同样是柔道选手。哈桑在14岁的时候失去了父亲。2016年8月，他获得里约奥运柔道男子81公斤级冠军，之后不久获得友谊勋章。2017年9月，哈桑在其故乡结婚，妻子名为扎丽娜。